# 切尔西圣路加堂

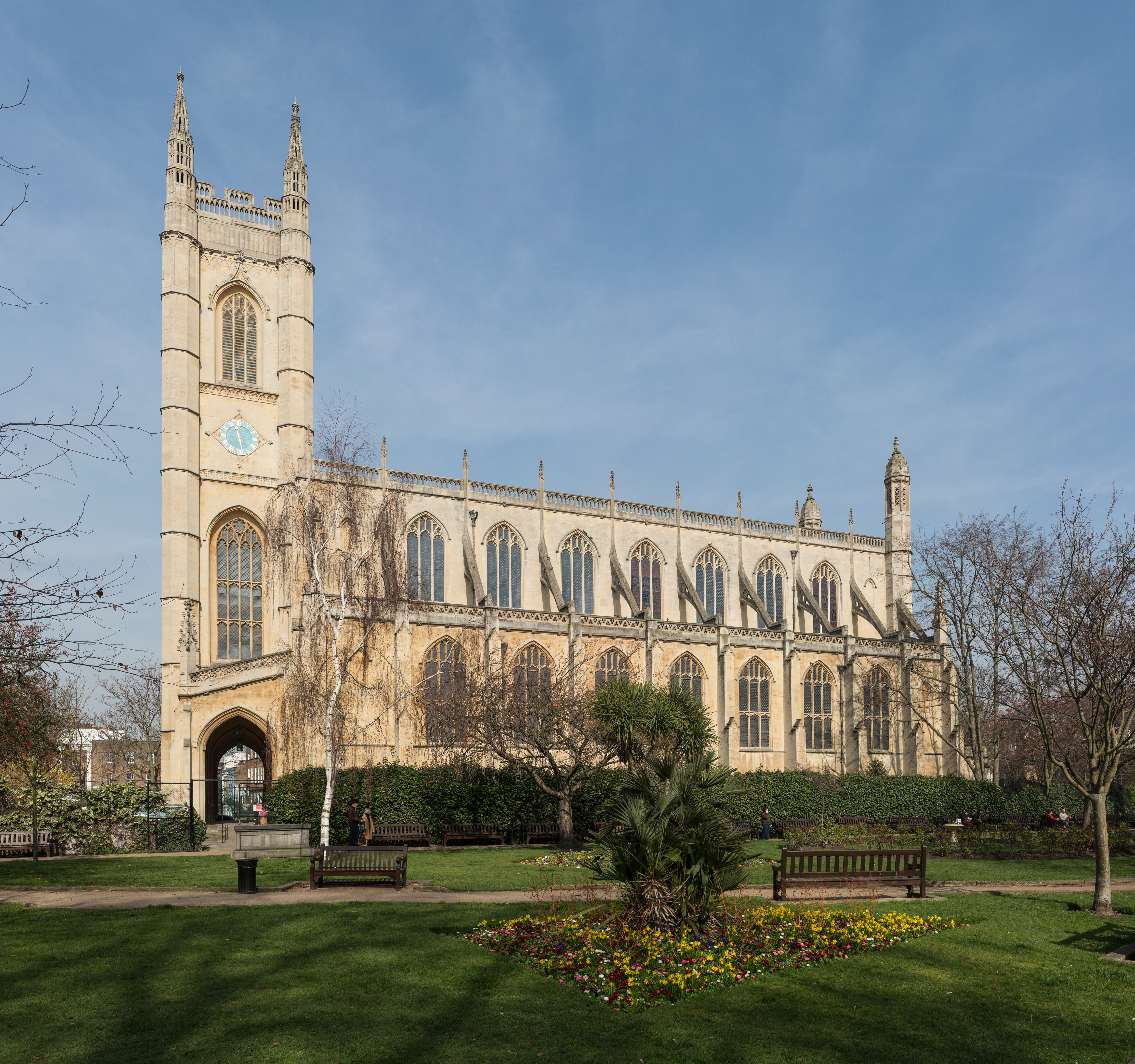
切尔西圣路加堂

切尔西圣路加堂（St Luke's Church, Chelsea）是一个英国圣公会教堂，位于伦敦切尔西悉尼街，靠近国王路。它属于圣公会伦敦教区，由建筑师詹姆斯·萨维奇设计于1819年，是伦敦最早的哥特复兴建筑之一。圣路加堂是一座滑铁卢教堂，为英国国会根据1818年教堂建筑法案拨款8,333英镑兴建。该教堂已被英国遗产委员会列为一级登录建筑。

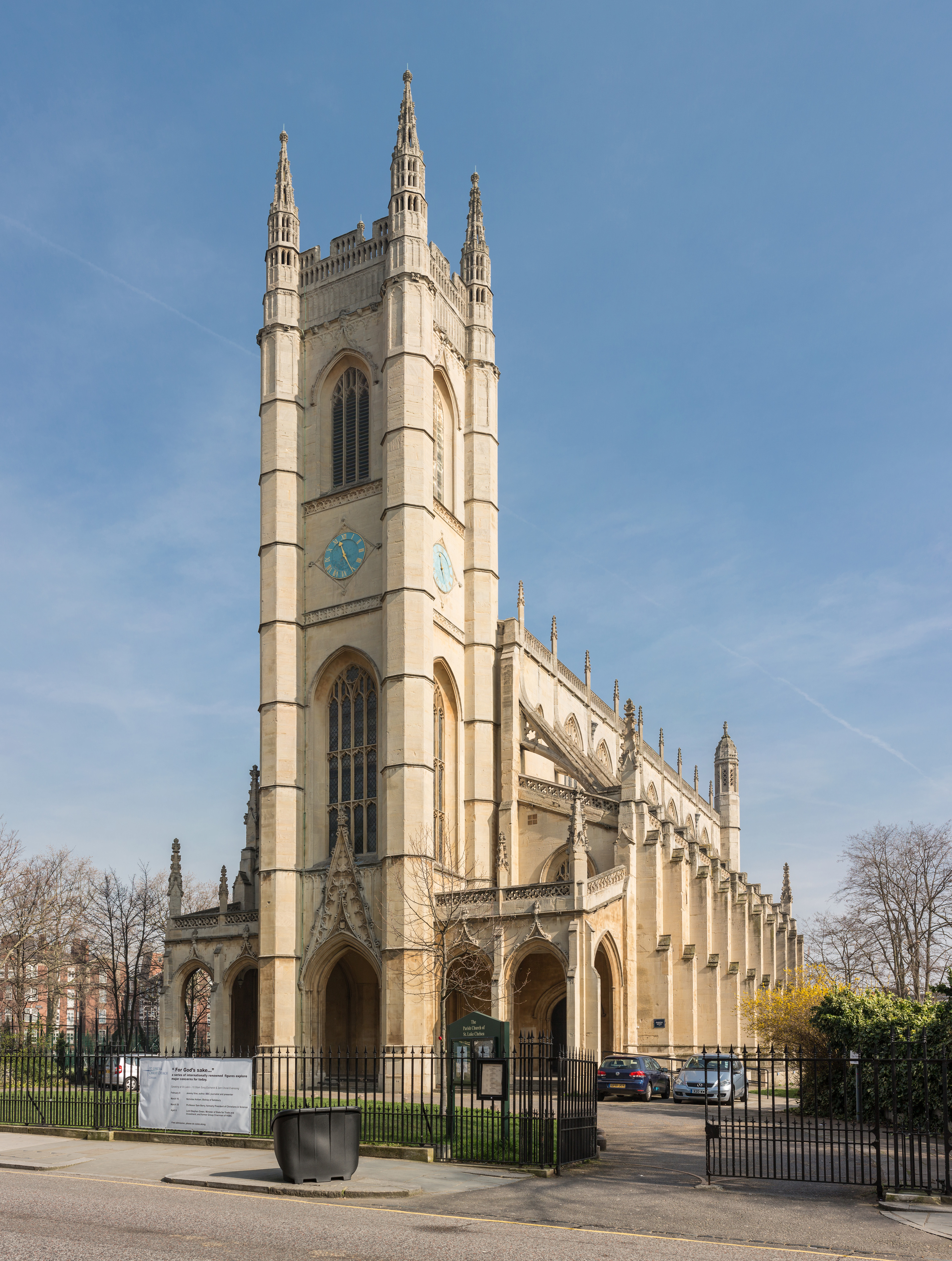
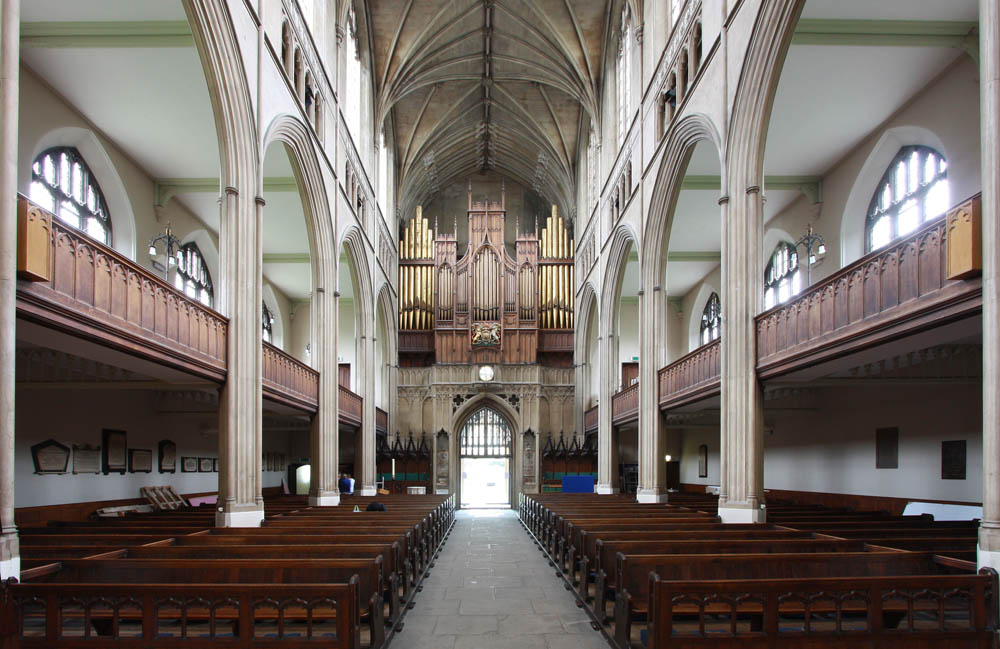
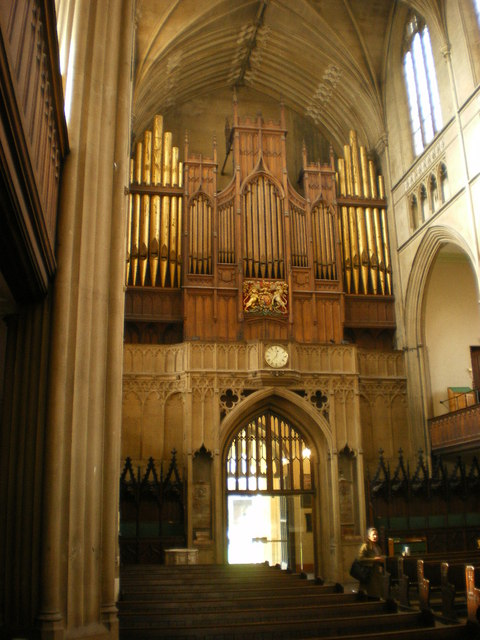
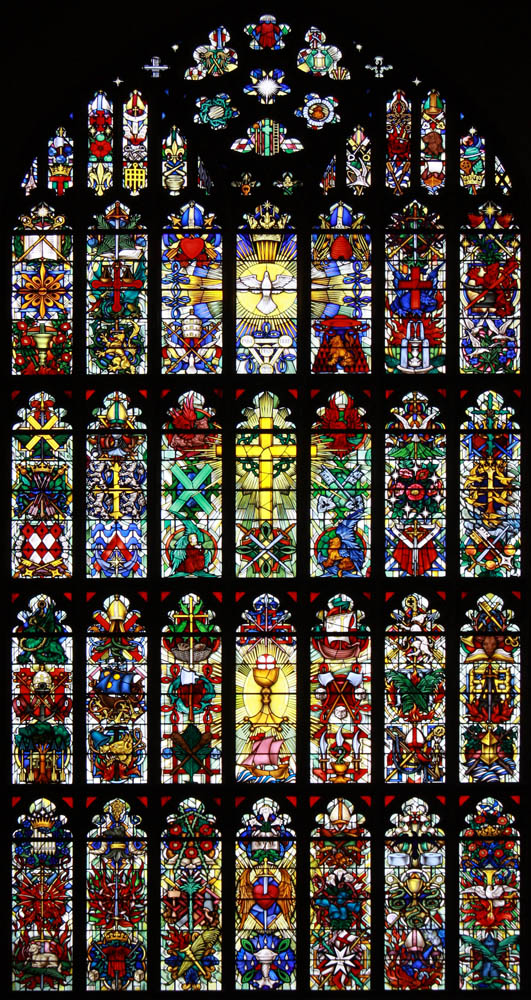